# Västerstrands församling
Västerstrands församling är en församling i Domprosteriet i Karlstads stift i Karlstads stift. Församlingen ligger i Karlstads kommun i Värmlands län och ingår i Karlstads pastorat.

## Administrativ historik
Församlingen bildades 1992 genom en utbrytning ur Karlstads församling och utgjorde därefter till 2014 ett eget pastorat. Från 2014 ingår församlingen i Karlstads pastorat.

## Kyrkor
- Västerstrandskyrkan